# Occiplanocephalus ravus
Occiplanocephalus ravus är en insektsart som beskrevs av Evans 1941. Occiplanocephalus ravus ingår i släktet Occiplanocephalus och familjen dvärgstritar. Inga underarter finns listade i Catalogue of Life.